# Five Across the Eyes
Five Across the Eyes è un album del gruppo musicale brutal death metal Iniquity. L'album denota un passaggio significativo nella (seppur breve) carriera della band, infatti la produzione, rispetto al precedente Serenadium, è migliore, i pezzi sono più orecchiabili ma anche più articolati.

## Tracce
1. Inhale the Ghost
2. Surgical Orb
3. Sidereal Seas
4. Random Bludgeon Battery
5. From Tarnished Soil
6. Reminiscence
7. Pyres Of Atonement
8. The Rigormortified Grip
9. Forensic Alliance